# رونالد گونسالس (بازیکن فوتبال، زاده ۱۹۷۰)
رونالد گونسالس (اسپانیایی: Rónald González‎؛ زادهٔ ۸ اوت ۱۹۷۰) بازیکن سابق و مربی فوتبال اهل کاستاریکا است.
از باشگاه‌هایی که در آن بازی کرده‌است می‌توان به باشگاه فوتبال دپورتیوو ساپریسا و باشگاه فوتبال دینامو زاگرب اشاره کرد.
وی همچنین در تیم ملی فوتبال کاستاریکا بازی کرده‌است.